# Tanaz Eshaghian
Tanaz Eshaghian (en farsi طناز اسحاقیان; Teherán, 8 de septiembre de 1974) es una directora y productora de cine estadounidense-iraní.

## Biografía
Tanaz Eshaghian, nacida en una familia judía, dejó Irán con su madre cuando tenía 6 años de edad. Creció en Nueva York, estudió en Trinity School y se graduó de la Universidad de Brown en 1996, obteniendo una licenciatura (BA) en Semiología.

### Carrera
Su largometraje debut ha sido Be Like Others, un documental que muestra a los hombres iraníes que eligen hacerse una cirugía de cambio del sexo, al ser la única opción que tienen frente al riesgo de sobrevivir en la conservadora sociedad iraní y sobre todo, no morir, ya que la homosexualidad en Irán es penada con la muerte; para trabajar en este filme, regresó a Irán por primera vez en 25 años. Este documental, coproducido por BBC 2, France 5 e ITVS, fue estrenado en el Festival de Cine de Sundance de 2008 y recibió el premio Teddy en el Festival de cine de Berlín, así como el de Mejor Documental en Festival Noor de Cine Iraní de 2012, el premio ELSE Siegessäule del público y nominaciones a los premios Emmy, del Festival Internacional de Cine de Chicago, del Festival de Cine de Sundance y a los premios GLAAD. Gracias a este documental, ha sido invitada a más de 30 festivales de cine en todo el mundo y tuvo el mismo debutó en la televisión de Estados Unidos a través del canal HBO en junio de 2009. En 2011, presentó su documental Love Crimes of Kabul, enmarcado dentro de una prisión de mujeres en Kabul, Afganistán, que han sido encarceladas por "delitos morales", producido por HBO.
Su primera película no documental I Call Myself Persian, completada en 2002, muestra cómo la diáspora iraní residente en los EE. UU. fue afectada por prejuicios y xenofobia luego de los ataques del 11 de septiembre. En su siguiente película, In Love Iranian-American Style, presentada en 2006,  muestra a su familia, una familia tradicional iraní, con tomas en Nueva York y Los Ángeles, documentando su obsesión con lograr que se case y su característica ambivalencia cultural.
Sus películas han sido proyectadas también el Museo de Arte Moderno y en el salón Walter Reade en el Centro Lincoln para las Artes escénicas en Nueva York.

## Filmografía
- 2002: I Call Myself Persian
- 2003: From Babylon to Beverly Hills: The Exodus of Iran’s Jews
- 2006: Love Iranian-American Style
- 2008: Be like others
- 2011: Love crimes of Kabul

## Premios
- 2002: Mejor Cortometraje Documental en el Festival de Woodstock, por I Call Myself Persian.
- 2008: Premio Teddy del jurado del Festival Internacional de Cine de Berlín, por Be Like Others
- 2008: Premio de Cine de Amnistía Internacional en el Festival Internacional de Cine de Berlín, por Be Like Others[5]
- 2008: Premio del público lector de "Siegessäule" en el Festival Internacional de Cine de Berlín, por Be Like Others
- 2012: Mejor Documental en el Festival Noor de Cine Iraní, por Be Like Others

## Vida personal
Reside en la ciudad de Nueva York.